# Slowenische Futsalnationalmannschaft
Die slowenische Futsalnationalmannschaft ist eine repräsentative Auswahl slowenischer Futsalspieler. Die Mannschaft vertritt den slowenischen Fußballverband bei internationalen Begegnungen.

## Abschneiden bei Turnieren
Die slowenische Nationalmannschaft nimmt seit 1995 am internationalen Spielbetrieb teil. Erstmals gelang 2003 die Qualifikation für ein großes internationales Turnier, bei der EM 2003 blieb man allerdings ohne Punktgewinn, ebenso wie bei den beiden folgenden Endrundenteilnahmen 2010 und 2012.

### Futsal-Weltmeisterschaft
- 1989 – Teil der SFR Jugoslawien
- 1992 – Teil der SFR Jugoslawien
- 1996 – nicht qualifiziert
- 2000 – nicht qualifiziert
- 2004 – nicht qualifiziert
- 2008 – nicht qualifiziert
- 2012 – nicht qualifiziert
- 2016 – nicht qualifiziert

### Futsal-Europameisterschaft
- 1996 – nicht qualifiziert
- 1999 – nicht qualifiziert
- 2001 – nicht qualifiziert
- 2003 – Vorrunde
- 2005 – nicht qualifiziert
- 2007 – nicht qualifiziert
- 2010 – Vorrunde
- 2012 – Vorrunde
- 2014 – Viertelfinale
- 2016 – Vorrunde
- 2018 – Viertelfinale